# Alter Cola
L'AlterCola és una beguda de cola produïda per l'empresa Cap d'Ona d'Argelers a Argelers de la Marenda, a la Catalunya Nord. Com CatCola, feta a Toluges, segueix la tendència que va sorgir a principis dels anys 2000 de crear begudes o refrescs amb identitat nacional. També s'han creat productes similars a altres zones com a Bretanya, País Basc Nord o a Còrsega.